# Les Casques blancs
Pour les articles homonymes, voir Casques blancs.
Pour un article plus général, voir Casques blancs (Syrie).
Pour plus de détails, voir Fiche technique et Distribution.
Les Casques blancs (The White Helmets) est un film documentaire britannique réalisé par Orlando von Einsiedel et distribué en 2016 par Netflix.
Il remporte l'Oscar du meilleur court métrage documentaire en 2017. Il était prévu que Raed Saleh, chef des casques blancs, et Khaled Khatib, un secouriste qui a filmé de nombreuses scènes de sauvetage après des bombardements en Syrie, assistent à la 89e cérémonie des Oscars mais ceux-ci n'ont pas été autorisés à entrer sur le territoire américain à la suite du décret présidentiel 13769.

## Synopsis
Le documentaire suit le travail des Casques blancs de la Défense civile syrienne, lors de la Guerre civile syrienne.

## Fiche technique
- Réalisation : Orlando von Einsiedel
- Production : Joanna Natasegara
- Durée : 40 minutes
- Date de sortie : 16 septembre 2016

## Musique
La musique du film est composée par Patrick Jonsson.
Une musique exclusive du groupe Gorillaz fait également partie de la bande-son. Il s'agit de Crashing Down, un morceau datant de 2010 et n'ayant jusque-là jamais été partagé dans sa version complète.

## Nominations et récompenses
- Oscars 2017 : meilleur court métrage documentaire[2]